# Me elevé
«Me elevé» es una canción del cantautor peruano Pedro Suárez-Vértiz, lanzado como primer sencillo del álbum (No existen) Técnicas para olvidar, publicado en 1993.

## Letra
Inspirado en una anécdota que le contó el productor musical Manuel Garrido Lecca, Pedro Suárez-Vértiz relata en esta canción la experiencia de un hombre que regresó de la muerte para contar lo que vio.

## Videoclip
El videoclip oficial del artista peruano estuvo bajo la dirección de Augusto Rebagliati, siendo considerado el video del año en el instituto peruano Charles Chaplin y MTV lo programó de inmediato.

## Créditos
- Pedro Suárez-Vértiz: Voz, armónica, piano, guitarra eléctrica, guitarra acústica, sintetizadores, bajo, batería, percusión y coros.
- Nina Mutal: Coros.